# Кайт

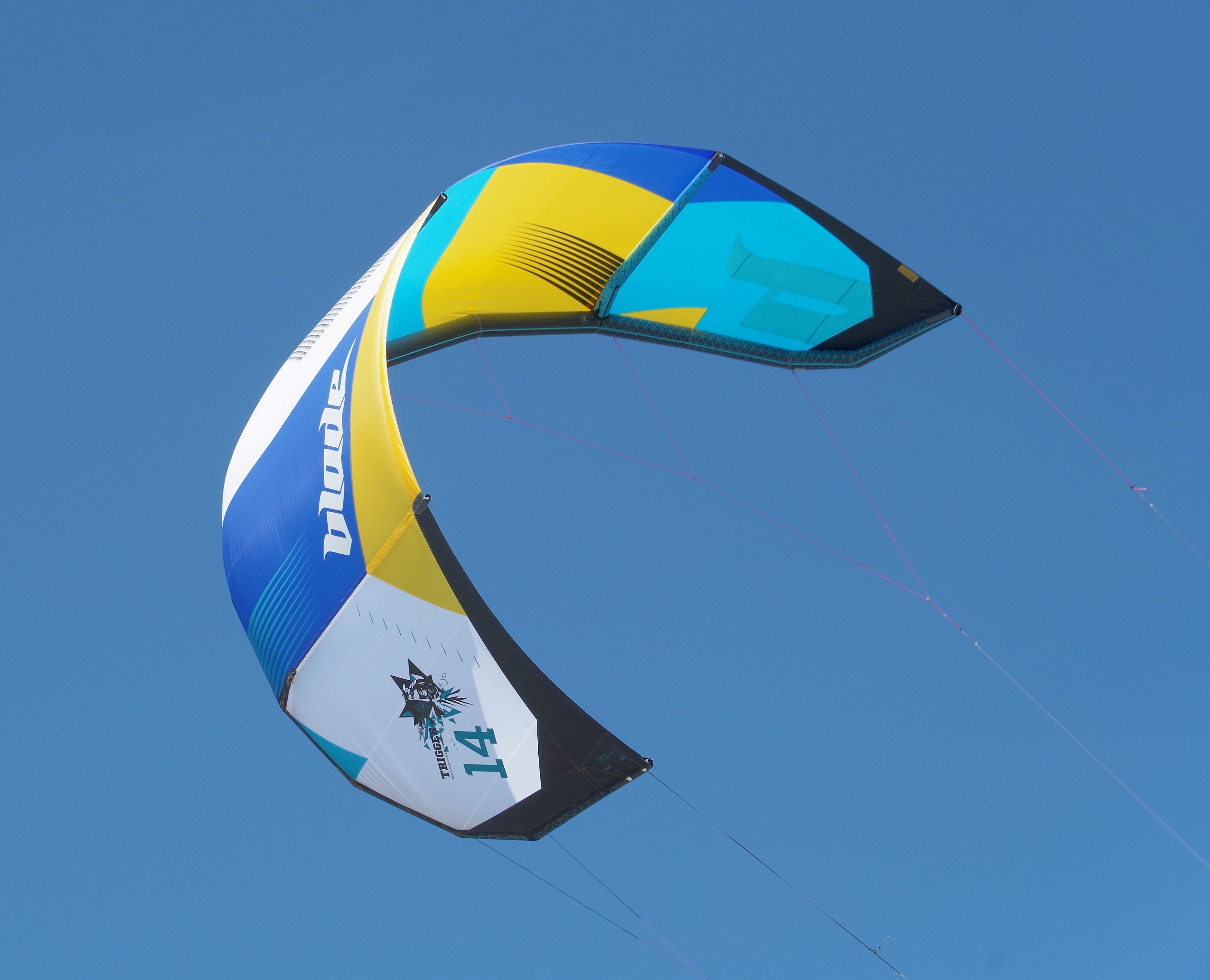
Кайт с надувными элементами конструкции

Кайт (англ. power kite «буксировочный воздушный змей») — большой управляемый воздушный змей, предназначенный для передвижения человека по поверхности воды или по снегу. Также, кайтом называют и его уменьшенную версию, предназначенную для обучения управлению кайтом и развлечений (пилотажный кайт).

## Классификация

### Назначение
Кайт может использоваться для:
- Кайтсёрфинга
- Кайтлэндбординга[англ.]
- Кайтбаггинга[англ.]
- Кайтроллерскейтинга[англ.]
- Кайтбоатинга[англ.]
- Сноукайтинга

### Конструкция
- Водные кайты (надувные). Это кайты, которые в первую очередь предназначены для буксировки человека по воде на специальной доске (хотя и не исключают использование их на земле). Эти кайты обладают особенностью не тонуть и не терять форму при приводнении, что необходимо в случае его перезапуска. Большинство конструкций водных кайтов — это так называемые «балонники».
- Зимние кайты (парафойлы). Это кайты, предназначенные для буксировки человека по снегу, на лыжах, сноубордах. Эти кайты так же подходят и для катания в летний период на маунтинбордах или специальных «кайтбагги». Чаще всего конструкция зимних кайтов — это парафойлы.
- Универсальные кайты (клапанные). Это кайты, по конструкции похожи на парафойлы, но наполняются воздухом через специальные клапаны, расположенные в передней кромке. Клапаны не дают быстро выпускать воздух из кайта, и препятствуют попаданию воды внутрь. Такой кайт имеет все преимущества парафойла и при этом может использоваться на воде.
- Пилотажные (тренировочные) кайты. Уменьшенная копия больших кайтов. По конструкции чаще всего парафойлы, предназначены для обучения и игр на свежем воздухе.

## Конструктивные решения
В основном преобладают три конструктивных решения:

### Парафойл

Парафойл

Парафойл представляет собой оболочку из специальной воздухонепроницаемой ткани, называемую куполом, внутри которой имеются ребра (нервюры). По передней части оболочки расположены отверстия, так называемые воздухозаборники. При наличии ветра, через отверстия в оболочку проникает воздух и создает внутри неё избыточное давление, оболочка надувается и принимает заданную при проектировании аэродинамическую форму. Поддержанию этой формы так же способствует подкупольная стропная система.
Двухслойные кайты имеют конструкцию, близкую к параплану, когда между двумя слоями ткани вшиты тканевые нервюры, задающие профиль крыла. Крыло наполняется набегающим потоком воздуха за счёт воздухозаборников на передней кромке, открытых, либо закрытых клапанами (ram air).

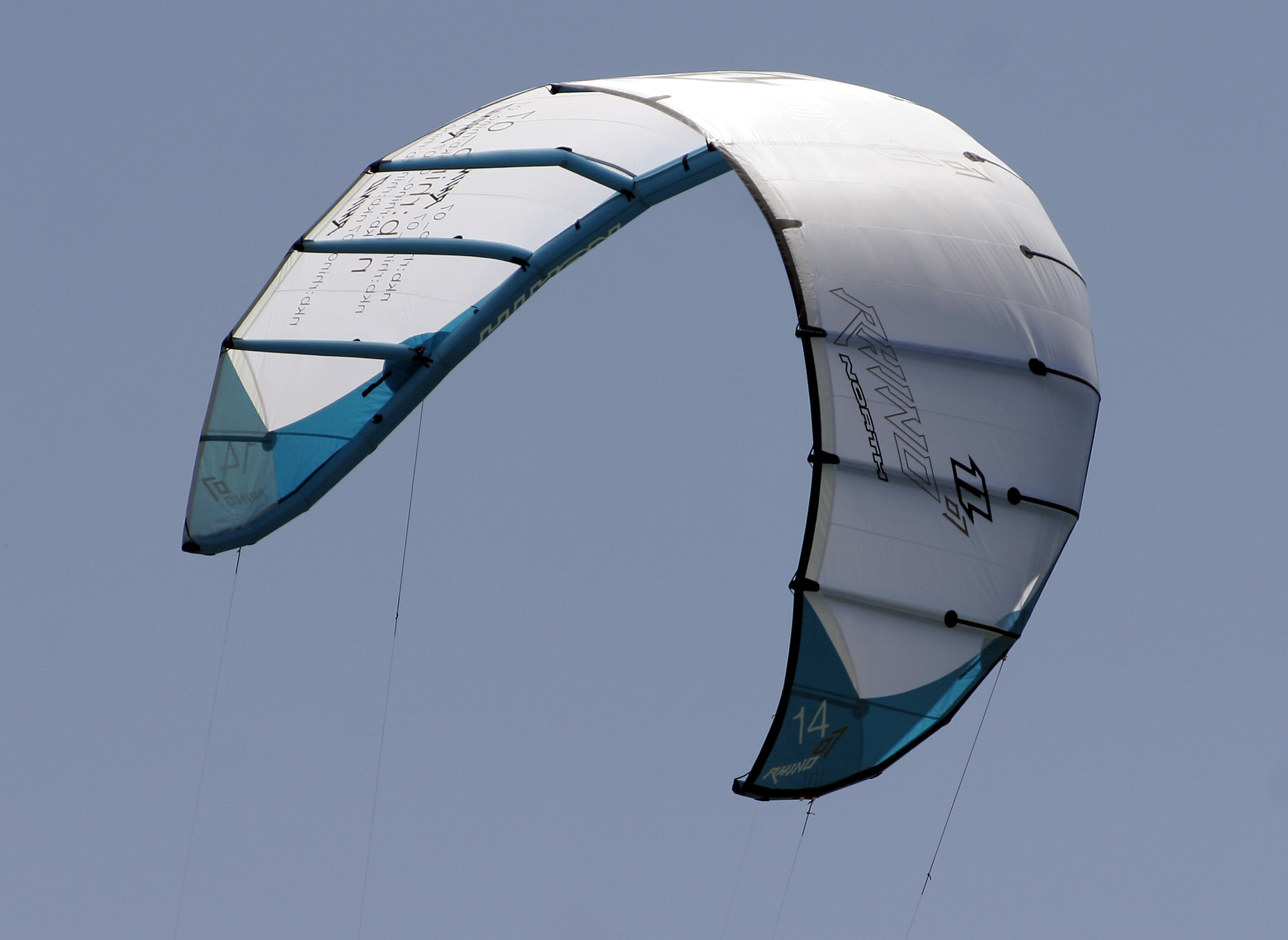
Надувной кайт

### Надувной кайт
Надувной кайт («балонник»). Для поддержания формы кайта используются надувные баллоны, аналогично надувным лодкам. Кайт надувается на земле перед стартом. Это преимущество, быть все время в полетном состоянии, обуславливает использование этих кайтов на воде. Однако они уступают парафойлам в аэродинамическом плане.

### Кайт NPW
Кайт NPW (Nasa Para Wing) — тканевый кайт с одинарным слоем ткани. Это родоначальник всех кайтов, сконструированных лабораторией NASA для применения в системах посадки космических аппаратов. Используется очень редко по целому ряду причин. Основные — это низкое аэродинамическое качество. Однако этот кайт способен взлетать в самый слабый ветер от 1 м/с, так как конструкция очень легкая.

## Управление
Методы управления кайтом достаточно разнообразны.
- Двухстропный кайт. Одна стропа идет от правой руки к правой, другая от левой руки к левой половине купола кайта. Управление происходит за счет движения рук и как следствие — перекоса правой и левой половин крыла. Используется в основном на пилотажных кайтах до 2,5 м². При больших площадях эффективность такого управления снижается, так как для большого кайта требуется и больший ход строп (читай больший ход рук), а это уже трудновыполнимо. Запрещено надевать петли «на запястье», петли для безопасности надо держать только в руках, к петлям крепятся стропы. В некоторых моделях вместо петель используется планка (пруток длиной 40-50 см), к концам которой привязываются стропы. В этом случае управление происходит перекосом планки. Так же, данный вид управления достаточно опасен при больших площадях купола и сильном ветре, так как не позволяет быстро «погасить» (вернуть на землю) кайт в случае опасности. Так же есть определённые трудности с перезапуском из перевернутого положения.
- Двухстропный кайт с третьей стропой. Промежуточный вариант. Третья стропа распределяется по всей задней кромке купола по обоим полукрыльям. При её затягивании появляется возможность «погасить» кайт, а также выполнить старт из перевернутого положения. На управление полетом эта стропа чаще всего не влияет. Используется планка для двухстропного кайта, в центре которой через отверстие пропускается третья стропа со специальной ручкой для возможности её натяжения.
- Четырёхстропный кайт на ручках. Очень распространенный вариант управления кайтом, так как позволяет выполнять как и перезапуски из перевернутого положения, так и «гасить» кайт. Но основное преимущество в том, что помимо перекоса купола появляется возможность управлять кайтом при помощи затягивания задней кромки крыла, каждого полукрыла по отдельности, обеспечивая быстрый разворот кайта большой площади. Для управления используются две ручки (трубки изогнутой формы длиной 35-45 см), к верхним концам которых крепятся силовые стропы, а к нижним — стропы управления.
- Планочный кайт. Планочные кайты так же управляются четырьмя стропами, но есть существенное отличие — стропы управления не только затягивают правую, левую заднюю кромку крыла, а также изменяют угол атаки на воздействуемую сторону крыла. Этому способствует специальная настройка стропной системы. За счет этого появляется возможность не только управлять кайтом, но и изменять его подъемную силу, которая трансформируется в силу тяги кайта. Такие кайты называются De-power кайтами. Так как появилась возможность управлять силой тяги, эти кайты можно использовать в большем диапазоне скоростей ветра без перенастройки. Для управления используется планка специальной конструкции, которая может выполнять не только перекос, но и движение «от себя», «к себе», тем самым изменяя силу тяги кайта. Однако по сравнению с «ручечными» кайтами, планочный кайт немного проигрывает в управляемости.
- Пятая стропа. Используется на планочных кайтах большой площади для быстрого «гашения» кайта, так как затягивания клевант становится недостаточным. Крепится по центральной хорде крыла. При отпускании планки и натяжении пятой стропы кайт переламывается пополам и моментально теряет тягу.

Дополнительные стропы ставят для придания жесткости баллонам меньшего диаметра и большего радиуса (для увеличения проекционной площади). Это увеличивает аэродинамическое качество кайта, что лучше, чем простое увеличение площади.

## Площадь купола
Основная характеристика кайта — это площадь купола. Потому что тяга кайта в первую очередь зависит от двух параметров — скорости ветра и площади поверхности. Для комфортного катания мы можем выбирать только площадь. От площади кайта зависимость силы тяги прямая: при одинаковом ветре кайт с площадью вдвое большей тянуть будет также в два раза сильнее. Измеряется площадь купола в квадратных метрах. Профессионалы держат в своем арсенале несколько кайтов с разной площадью, чтобы иметь возможность перекрыть весь ветровой диапазон. Первый кайт рекомендуется площадью 6-9 м² для катания при скорости ветра 4-6 м/с. Однако необходимо отметить, что хотя сила тяги зависит от площади, разные модели при той же площади будут давать разную тягу. Это связано с различной аэродинамической эффективностью и геометрией купола. Например, крыло с большой арочностью, при той же площади, будет иметь меньшую тягу, так как проекционная площадь крыла будет меньше. Однако за счет развитых вертикальных поверхностей оно будет обладать большей курсовой устойчивостью. Также сила тяги, но в меньшей степени, зависит от применяемого профиля крыла, его геометрии, формы (складки, выпуклости), качества изготовления.
Для слабых ветров используют кайты большей площади и/или с большим удлинением.
С 2004 года видна тенденция изготовления кайтов с большей проекционной площадью и более тонкими баллонами для слабых ветров. Это снижает лобовое сопротивление. Для достижения этой же цели с переднего баллона убирают защитные накладки.
Современные модели кайтов очень стабильны (имеют широкий ветровой диапазон). Как правило, их размеры идут через 3 метра и для катания с разной силой ветра необходимо меньшее количество кайтов. Благодаря большому расстоянию между креплением строп на концах они быстро поворачивают, что значительно упрощает кайтлупы. Поэтому современные кайты одинаково хорошо подходят как спортсменам для вейкстайла, так и начинающим.